# کلی استفانیشیت
کلی استفانیشیت (به انگلیسی: Kelly Stefanyshyn) (زادهٔ ۶ ژوئیهٔ ۱۹۸۲) شناگر اهل کانادا است.